# Жовточеревець сенегальський
Жовточере́вець сенегальський (Atimastillas flavicollis) — вид горобцеподібних птахів родини бюльбюлевих (Pycnonotidae). Мешкає в Африці на південь від Сахари. Єдиний представник монотипового роду Сенегальський жовточеревець (Atimastillas).

## Підвиди
Виділяють три підвиди:
- A. f. flavicollis (Swainson, 1837) — поширений від Сенегалу до північного Камеруну і північного заходу ЦАР;
- A. f. soror (Neumann, 1914) — поширений від центрального Камеруну до західної Ефіопії і центральних районів ДР Конго;
- A. f. flavigula (Cabanis, 1880) — поширений від Анголи до західної Танзанії.

## Поширення і екологія
Сенегальські жовточеревці мешкають в сухих і вологих тропічних лісах, чагарникових заростях і в савані.